# Mimoclystia pudicata
Mimoclystia pudicata är en fjärilsart som beskrevs av Walker 1862. Mimoclystia pudicata ingår i släktet Mimoclystia och familjen mätare. Inga underarter finns listade i Catalogue of Life.